# Inanna
Inanna (sumersky 𒀭𒈹|𒀭𒈹 Dinanna, též 𒀭𒊩𒌆𒀭𒈾 Dnin-an-na), Ištar (akkadsky Dištar), je bohyně, jež byla uctívána v mezopotámském náboženství a spojována s láskou, krásou, sexem, spravedlností a politickou mocí. Původně byla uctívána Sumery jako Inanna, později Akkaďany, Babylóňany a Asyřany pod jménem Ištar. Byla nazývána „Královnou nebes“ a byla patronkou chrámu Eanna ve městě Uruk, který byl centrem jejího kultu. Byla spojována s planetou Venuší a mezi její nejvýznamnější symboly patří lev a osmicípá hvězda. Jejím manželem byl Dumuzi a její sukkal, pobočnicí, byla bohyně Ninšubur – ta byla později uctívána jako mužské božstvo zvané Papsukkal. Západosemitským protějškem Ištar byla bohyně známá pod řeckým jménem Aštarté.
Inanna byla v Sumeru uctívána minimálně od uruckého období (4000–3100 př. n. l.), ale její kult neměl většího významu před výboji Sargona Akkadského (2334–2279 př. n. l.). Poté se stala jedním z nejvíce uctívaných božstev, přičemž její chrámy se nacházely po celé Mezopotámii a její kult spojovaný s různými sexuální obřady byl převzat východosemitskými národy Akkaďanů, Babylóňanů a Asyřanů, kteří Sumery pohltili. Obzvláštní obliby dosáhla u Asyřanů, kteří ji povýšili dokonce nad Aššúra, své patronské božstvo. Innanu/Ištar zmiňuje i Bible a její kult výrazně ovlivnil obraz fénické Aštoreth, jež zas ovlivnil vývoj řecké Afrodíté. Ištařin kult vzkvétal až do svého postupného zániku mezi 1. a 6. stoletím spojeného s nástupem křesťanství, ačkoliv přežíval mezi asyrskými komunitami horní Mezopotámie až do 18. století.
Inanna se objevuje ve více mýtech než jakékoliv jiné sumerské božstvo. Mnoho z příběhů o ní vypráví o tom, že převzala domény ostatních božstev, například se věřilo, že ukradla me, které reprezentuje veškeré pozitivní i negativní aspekty civilizace od Enkiho, boha moudrosti. Taktéž se věřilo že její chrám Eanna převzala od Ana, boha nebes. Se svým bratrem Utuem, bohem slunce, byla vymahatelkou božské spravedlnosti, dále se vyprávělo, že zničila horu Ebih jako odplatu za zpochybnění své autority, potrestala svým hněvem zahradníka Šukaletudu, jenž ji ve spánku znásilnil, anebo že vystopovala loupežnici Bililu a zabila ji v pomstě za smrt svého manžela Dumuziho. Ve standardní akkadské verzi Eposu o Gilgamešovi nabídla Gilgamešovi, že se stane jeho ženou, a poté, co ji odmítl, vypustila na něj Nebeského býka, což vyústilo v Enkiduovu smrt a následnou Gilgamešovu snahu získat nesmrtelnost.
Nejznámějším mýtem o Inanně/Ištar je příběh o jejím sestupu do Kuru, sumerského podsvětí, kde se pokusila svrhnout svou sestru Ereškigal, královnu podsvětí. Namísto toho však byla sedmi podsvětními soudci shledána vinnou za svou pýchu a uvízla ve světě mrtvých. Po třech dnech Ninšubur prosila bohy, aby přivedli její paní zpátky, načež jediný Enki poslal dvě bezpohlavní bytosti, aby vyvedly Inannu z podsvětí. Když bohyně zemi mrtvých opouštěla, tak galla, strážci podsvětí, namísto ní odtáhli do podsvětí jejího manžela Dumuziho. Tomu byl nakonec povolen návrat na svět vždy na polovinu roku, přičemž druhou polovinu roku místo něj trávila v podsvětí jeho sestra Geštinanna – což vyústilo v koloběh ročních období.

## Atributy

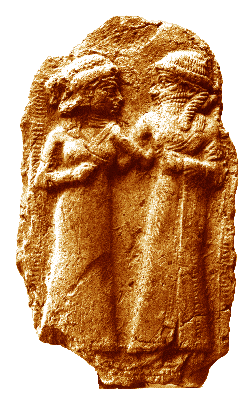
Svatba Inanny a Dumuziho

Jejími atributy byla zvířata lev, sova a holub. Jejím symbolem byla planeta Venuše.
Zobrazována bývá v mnoha podobách, nejčastěji je odhalená, v rukou má zbraně (nejčastěji luk), na hlavě tiáru s rohy. Pokud je zobrazována ve své sexuální funkci, vyrůstají jí z těla falické symboly.

## Rodinné poměry
- Otec: Nanna (akkadsky Sín)
- Matka: Ningal
- Bratr: Utu (akkadsky Šamaš)
- Bratr: Marduk
- sestra: Ereškigala

Manžel:
- Dumuzi (někdy i bratr nebo syn) – nikde není uváděn jako otec jejích dětí

Děti:
- Lulal a Látarak – není jisté, zda šlo o jednu či dvě bytosti
- Šara

## Inanna v literatuře
- Inanna a Enki
- Inanna a Ebech
- Inanna a Šukalletuda
- Sestup Innany do podsvětí – Sumerská skladba o Inannině cestě do podsvětí vznikla s největší pravděpodobností v 21. st. před n. l. Všechny její dochované opisy pocházejí z doby starobabylónské, tj. z 19.–18. st. před n. l. Inanna se ocitne v zajetí své sestry Ereškigal poté, co se pokusí převzít její trůn v podsvětí. Život na zemi se zastaví a podsvětní řád jí musí vydat nazpět. Jako náhradu si za sebe Inanna vybere svého manžela Dumuziho, který ji v jejich očích dostatečně neoplakával v době, když byla zadržena v podsvětí. Skladba má také další souvislosti s výkladem ročního vegetačního cyklu. V horkých letních měsících odumíral život a při slunovratu začínalo jeho znovuzrození.
- Píseň o Agušaje – Agušaja je jedno ze jmen bohyně Ištar v jejím válečném aspektu. V tomto starobabylónském epickém textu je Ištar zcela zaujata válčením, proto se Eu (Enki) snaží ukončit tyto její nálady, svolá bohy a chce, aby stvořili Ištaře protivníka. Bohům se to nepodaří, proto Ea ze špíny za nehty stvoří bohyni Sáltu (svár) a poštve ji na Ištar. Ištar je zhnusena jejím chováním a požádá Eu, ať ji zničí, ten tak učiní pod podmínkou, že se Ištar vzdá svých válečných choutek. Text pochází z období 15. století př. n. l. Zajímavé je, že obsahuje modlitbu za Chammurapiho.

Dále je známa řada mýtů, ve kterých vystupuje okrajově (např. Epos o Gilgamešovi). Zachovala se řada hymnů, které ji oslavují. Dále jsou známy tzv. sebechvály.
Inanna se vyskytuje ve všech seznamech bohů od 26. století př. n. l., a to zpravidla (výjimek je opravdu velmi málo) na 3. místě. V pozdní tradici (novobabylónská říše) klesá na 5. – 8. místo.

## Použitá literatura
- BLACK, Jeremy; GREEN, Anthony, 1992. Gods, Demons and Symbols of Ancient Mesopotamia: An Illustrated Dictionary. [s.l.]: The British Museum Press. Dostupné online. ISBN 978-0-7141-1705-8.
- LEICK, Gwendolyn. A Dictionary of Ancient Near Eastern Mythology. New York City, New York: Routledge, 1998. Dostupné online. ISBN 978-0-415-19811-0.
- PENGLASE, Charles. Greek Myths and Mesopotamia: Parallels and Influence in the Homeric Hymns and Hesiod. New York City, New York: Routledge, 1994. Dostupné online. ISBN 978-0-415-15706-3.
- WOLKSTEIN, Diane; KRAMER, Samuel Noah, 1983. Inanna: Queen of Heaven and Earth: Her Stories and Hymns from Sumer. New York City, New York: Harper&Row Publishers. ISBN 978-0-06-090854-6.
- NEMET-NEJAT, Karen Rhea. Daily Life in Ancient Mesopotamia. [s.l.]: Greenwood, 1998. (Daily Life). Dostupné online. ISBN 978-0313294976.
- KRAMER, Samuel Noah. Sumerian Mythology: A Study of Spiritual and Literary Achievement in the Third Millennium B.C.: Revised Edition. Philadelphia, Pennsylvania: University of Pennsylvania Press, 1961. Dostupné online. ISBN 978-0-8122-1047-7.